# NextGen Series (2011/2012)
NextGen Series (2011/2012) - 1. edycja rozgrywek piłkarskich, zorganizowanych dla młodzieżowych drużyn do lat 19. europejskich klubów piłkarskich. Zdobywcą pierwszego trofeum został Inter Mediolan.

## Formuła
W pierwszej edycji wzięło udział 16 drużyn z całej Europy. Nie zorganizowano rozgrywek eliminacyjnych, drużyny były zapraszane. NextGen Series zorganizowano na podobieństwo Ligi Mistrzów. Podobnie jak w rozgrywkach o puchar Europy drużyny zostały podzielone na grupy (cztery), w których drużyny rozgrywały ze sobą dwa mecze. Do fazy pucharowej awansowały dwie drużyny z każdej grupy. Zwycięzca turnieju wyłaniany jest drogą eliminacji, pojedynki rozstrzygane są po jednym meczu. Drużyny odpadające w ćwierćfinale rywalizują o miejsca 5-7.

## Uczestnicy
| AFC Ajax Aston Villa F.C. FC Barcelona FC Basel | Celtic F.C. Fenerbahçe SK FC Internazionale Milano Liverpool F.C. | Manchester City F.C. Molde FK Olympique de Marseille PSV Eindhoven | Rosenborg BK Sporting CP Tottenham Hotspur F.C. VfL Wolfsburg |

## Statystyki

### Strzelcy
| Nr. | Zawodnik          | Drużyna                | Gole |
| --- | ----------------- | ---------------------- | ---- |
| 1.  | Jean Marie Dongou | FC Barcelona           | 7    |
| 2.  | Mushaga Bakenga   | Rosenborg BK           | 6    |
| 3.  | Alberto Coelho    | Sporting CP            | 6    |
| 4.  | Gary Gardner      | Aston Villa F.C.       | 6    |
| 5.  | Zlatko Tripic     | Molde FK               | 4    |
| 6.  | Alex Pritchard    | Tottenham Hotspur F.C. | 4    |

## Przebieg rozgrywek

### Faza grupowa

#### Grupa A
| Lp. | Drużyna                | M | Z | R | P | Bramki | Bramki | +/– | Pkt |
| --- | ---------------------- | - | - | - | - | ------ | ------ | --- | --- |
| 1   | FC Barcelona (A)       | 6 | 5 | 0 | 1 | 20     | 9      | +11 | 15  |
| 2   | Olympique Marsylia (A) | 6 | 4 | 0 | 2 | 10     | 11     | −1  | 12  |
| 3   | Celtic                 | 6 | 3 | 0 | 3 | 11     | 12     | −1  | 9   |
| 4   | Manchester City        | 6 | 0 | 0 | 6 | 6      | 17     | −11 | 0   |

|                    | BAR | OMA | CEL | MNC |
| ------------------ | --- | --- | --- | --- |
| FC Barcelona       | –   | 4:1 | 5:1 | 4:1 |
| Olympique Marsylia | 4:2 | –   | 1:0 | 3:0 |
| Celtic             | 1:3 | 3:0 | –   | 2:1 |
| Manchester City    | 1:2 | 1:2 | 2:4 | –   |

#### Grupa B
| Lp. | Drużyna         | M | Z | R | P | Bramki | Bramki | +/– | Pkt |
| --- | --------------- | - | - | - | - | ------ | ------ | --- | --- |
| 1   | Sporting CP (A) | 6 | 5 | 1 | 0 | 20     | 6      | +14 | 16  |
| 2   | Liverpool (A)   | 6 | 2 | 1 | 3 | 9      | 11     | −2  | 7   |
| 3   | VfL Wolfsburg   | 6 | 1 | 3 | 2 | 8      | 9      | −1  | 6   |
| 4   | Molde FK        | 5 | 1 | 1 | 3 | 10     | 21     | −11 | 4   |

|               | SCP | LFC | WOL | MOL |
| ------------- | --- | --- | --- | --- |
| Sporting CP   | –   | 5:1 | 2:1 | 6:1 |
| Liverpool     | 0:3 | –   | 1:1 | 3:0 |
| VfL Wolfsburg | 0:0 | 2:0 | –   | 3:3 |
| Molde FK      | 3:4 | 0:4 | 3:1 | –   |

#### Grupa C
| Lp. | Drużyna         | M | Z | R | P | Bramki | Bramki | +/– | Pkt |
| --- | --------------- | - | - | - | - | ------ | ------ | --- | --- |
| 1   | Aston Villa (A) | 6 | 4 | 0 | 2 | 15     | 7      | +8  | 12  |
| 2   | Ajax (A)        | 6 | 3 | 1 | 2 | 9      | 7      | +2  | 10  |
| 3   | Rosenborg BK    | 6 | 3 | 0 | 3 | 11     | 11     | 0   | 9   |
| 4   | Fenerbahçe SK   | 6 | 1 | 1 | 4 | 5      | 15     | −10 | 4   |

|               | AST | AJX | RBK | FEN |
| ------------- | --- | --- | --- | --- |
| Aston Villa   | –   | 3:0 | 4:1 | 4:0 |
| Ajax          | 5:1 | –   | 0:2 | 5:1 |
| Rosenborg BK  | 1:2 | 3:2 | –   | 4:2 |
| Fenerbahçe SK | 0:0 | 1:2 | 1:0 | –   |

#### Grupa D
| Lp. | Drużyna               | M | Z | R | P | Bramki | Bramki | +/– | Pkt |
| --- | --------------------- | - | - | - | - | ------ | ------ | --- | --- |
| 1   | Tottenham Hotspur (A) | 6 | 4 | 2 | 0 | 17     | 6      | +11 | 14  |
| 2   | Inter Mediolan (A)    | 6 | 3 | 2 | 1 | 8      | 11     | −3  | 11  |
| 3   | FC Basel              | 6 | 1 | 2 | 3 | 4      | 8      | −4  | 5   |
| 4   | PSV Eindhoven         | 7 | 1 | 1 | 5 | 9      | 13     | −4  | 4   |

|                   | TOT | INT | BAS | PSV |
| ----------------- | --- | --- | --- | --- |
| Tottenham Hotspur | –   | 7:1 | 1:0 | 4:1 |
| Inter Mediolan    | 1:1 | –   | 1:0 | 3:2 |
| FC Basel          | 2:2 | 0:0 | –   | 1:0 |
| PSV Eindhoven     | 1:2 | 1:2 | 4:1 | –   |

### Faza pucharowa

#### Ćwierćfinały
| 25 stycznia 2012 20:00 | Aston Villa F.C. · Gary Gardner 90' | 1–2, po dogrywceRaport | Olympique Marsylia · Chris Gadi 36' · Bioff Omrani 101' | Villa Park, Birmingham Sędzia: Steve Martin |
|                        |                                     |                        |                                                         |                                             |

| 25 stycznia 2012 20:30 | Sporting CP | 0–1Raport | FC Internazionale Milano · Ibrahima Mbay 55' | Estádio Dr. Magalhães Pessoa, Leiria Widzów: 6509 Sędzia: Rui Silva |
|                        |             |           |                                              |                                                                     |

| 1 lutego 2012 20:00 | Tottenham Hotspur F.C. · Shaquile Coulthirstt 71' | 1–0Raport | Liverpool F.C. | White Hart Lane, Londyn Sędzia: Andy Davies |
|                     |                                                   |           |                |                                             |

Uwaga: Tottenham wycofał się z rozgrywek
| 8 lutego 2012 18:30 | FC Barcelona | 0–3Raport | AFC Ajax · Viktor Fischer 56' · Rowenden Schoop 67' · Viktor Fischer 81' | Mini Estadi, Barcelona Sędzia: Juan Manuel Vico Moreno |
|                     |              |           |                                                                          |                                                        |

#### Półfinały
| 14 marca 2012 20:00 | Liverpool F.C. | 0-6Raport | AFC Ajax · Viktor Fischer 7' 50' 68' · Lesley de Sa 42' · Davy Klaassen 62' (karny) 70' | Anfield Road, Liverpool Widzów: 6000 Sędzia: J. Simpson |
|                     |                |           |                                                                                         |                                                         |

| 21 marca 2012 19:00 | FC Internazionale Milano · Lorenzo Crisetig 3' · Samuele Longo 42' | 2-0Raport | Olympique de Marseille | Griffin Park, Londyn Widzów: 3125 Sędzia: Andy Davies |
|                     |                                                                    |           |                        |                                                       |

#### Mecz o 3 miejsce
| 24 marca 2012 12:00 | Liverpool F.C. · Michael Ngoo 40' · Adam Morgan 90' | 2-0Raport | Olympique de Marseille | Cobham Training Centre, Londyn |
|                     |                                                     |           |                        |                                |

#### Finał
| 25 marca 2012 15:30                                                               | FC Internazionale Milano · Samuele Longo 44' | 1-1, po dogrywce k. 5:3Raport                                  | AFC Ajax · Stefane Denswil 48' | Matchroom Stadium, Londyn Widzów: 2500 Sędzia: Lee Collins |
|                                                                                   |                                              |                                                                |                                |                                                            |
|                                                                                   |                                              | Rzuty karne                                                    |                                |                                                            |
| Daniel Bessa · Joseph Duncan · Rodrigo Alborno · Samuele Longo · Lorenzo Crisetig |                                              | Stefane Denswil · Davy Klaassen · Joël Veltman · Nick de Bondt |                                |                                                            |